# Синдбад и калиф Багдада
«Синдбад и калиф Багдада» (итал. Simbad e il califfo di Bagdad) — итальянский приключенческий фильм 1973 года режиссёра Пьетро Франчиши, став его последним фильмом. Главный герой Синдбад — легендарный персонаж книги сказок «Тысяча и одна ночь».
Фильм был снят в Риме, а натурные съёмки проходили в Египте. В фильме звучит сюита «Шехеразада» композитора Николая Римского-Корсакова.

## Сюжет
Багдад живёт в постоянном страхе. Калиф нашёл себе новую забаву — убивать самых красивых девушек города одну за одной. Остановить злодеяния калифа может только чудо. Тем временем, после длительного путешествия по морям в город возвращается Синдбад. За накопившиеся долги распродаётся всё его имущество вместе с домом, и Синдбад оказывается на улице. Подло обманутого и усыплённого Синдбада похищают. Он становится рабом на шхуне калифа. Синдбаду предстоит пережить немало опасных и удивительных приключений и встретиться лицом к лицу с жестоким калифом. А наградой ему станет сердце прекрасной Шахерезады, принцессы Бахрейна…

## В ролях
- Роберт Малкольм — Синдбад / калиф
- Соня Уилсон — Шахерезада, принцесса Бахрейна
- Луиджи Бонос — Фируз
- Лео Валериано — Баман
- Спартако Конверси[нем.] — Хассем
- Артуро Доминичи — визирь
- Франко Фантазия — командир стражников
- Юджин Уолтер — Зенеби
- Паул Охон — капитан корабля
- Джанфранко Клеричи (под псевдонимом Марк Дэвис)

## Съёмочная группа
- Режиссёр: Пьетро Франчиши
- Продюсеры: Умберто Руссо, Витторио Руссо
- Сценарист: Пьетро Франчиши
- Оператор: Джино Сантини
- Композитор: Алессандро Алессандрони